# Bovlstrup
Bovlstrup eller Boulstrup (som lokalt er den mest benyttede stavemåde) er en by i Østjylland med 292 indbyggere  (2024), beliggende nær Aarhus Bugt 4 km nordvest for Hov og 6 km sydøst for kommunesædet Odder. Byen hører til Odder Kommune og ligger i Region Midtjylland.

## Sogne og kirker
Den gamle landsby Bovlstrup i Bjerager Sogn og den tidligere stationsby i Randlev Sogn er vokset sammen til ét byområde, da der kun er ca. 150 m åbent land mellem dem. Sammenvoksningen er især sket ved at stationsbyen har bredt sig ind i Bjerager Sogn med Lystgårdsparken, Vestergårdsvej og østsiden af Stationsvej. Bjerager Kirke ligger 2 km nord for Bovlstrup. Randlev Kirke ligger i landsbyen Over Randlev 2 km vest for Bovlstrup.

## Faciliteter
Boulstrup Forsamlingshus er opført i år 1900. Den store sal på ca. 110 m² er renoveret i 2001 og kan rumme 80 spisende gæster. Desuden er der et mødelokale på ca. 20 m².
2 km nordvest for byen ligger friskolen Randlevskolen, der også har børnehave med plads til 25 børn. Randlev-Boulstrup Idrætsforening (RBIF) tilbyder badminton, fodbold, dans og gymnastik mv. og benytter bl.a. Randlevskolens gymnastiksal.

## Historie
Ved Bovlstrup Strand lå en af egnens mange ladepladser, hvor der var pakhus og toldassistentbolig.

### Jernbanen
Hads-Ning Herreders Jernbane (HHJ) åbnede i 1884 Boulstrup station på bar mark ½ km vest for landsbyen.
Ladepladsen mistede nu sin betydning: toldstedet flyttede til Hov, og pakhuset flyttede til den nye stationsby. I 1904 beskrives landsbyen Bovlstrup således: "Bovlstrup med Forsamlingshus, Andelsmejeri og Købmandshdl." Og Bovlstrup Stationsby beskrives således: "Bovlstrup Stationsby med Lægebolig, Bryggeri, Bageri, Købmandshdl., Jærnbane-, Telegraf- og Telefonst." Det høje målebordsblad fra 1800-tallet viser i landsbyen en kro, som ikke er der på det lave målebordsblad fra 1900-tallet. Bovlstrup Stationsby blev større end den gamle landsby, der ændrede navn til Gammel Bovlstrup.
Stationsbyen havde i 1960'erne sit eget lille industrikvarter. En af virksomhederne var Boulstrup Maskinfabrik, som i 2001 blev solgt til den amerikanske koncern Simpson Strong-Tie. Det er stadig en betydningsfuld arbejdsplads i byen. 60% af produktionen eksporteres til Norden, Østeuropa og Rusland.
Odder-Hov-banen blev nedlagt i 1977. Stationsbygningen er bevaret på Stationsvej 22. Fra Stationsgade til Eriksmindevej går der en asfalteret sti, som følger banens tracé.